# Тарксон, Питер
Питер Кодво Аппиа Тарксон (англ. Peter Kodwo Appiah Turkson; род. 11 октября 1948, Вассау Нсута, Гана) — первый ганский кардинал. Архиепископ Кейп-Коста с 6 октября 1992 по 24 октября 2009. Председатель Папского Совета справедливости и мира с 24 октября 2009 по 31 августа 2016. Префект Дикастерии по содействию целостному человеческому развитию с 31 августа 2016 по 1 января 2022. Кардинал-священник с титулом церкви Сан-Либорио с 21 октября 2003.

## Ранняя жизнь и священство
Питер Тарксон родился 11 октября 1948 года, в Вассау Нсута, диоцез Секонди-Такоради, в Западной Гане. Его отец был католиком, а его мать методисткой; она стала католичкой после замужества. Он четвёртый из десяти детей, он теперь имеет 30 племянников и племянниц, дети восьми его братьев и сестёр (один брат погиб в авиационной катастрофе несколько лет назад). Его африканское имя Кодво, означает «Понедельник» на его родном языке; местная традиция гласит. что должно назвать каждого ребёнка днём недели, когда он или она родились; так как было десять детей в семье и семь дней в неделе, двое из детей названы Пятницами, и трое названы Воскресеньями; кардинал — единственный Понедельник.
Обучался в младшей семинарии Святой Терезы в Амизано и в региональной семинарии Святого Петра в Педу (философия), перед посещением семинарии Святого Антония-на-Хадсоне в Ренселере, в Нью-Йорке, где он получил степень бакалавра в богословии. Он был рукоположён в священники архиепископом Джоном Амиссахом 20 июля 1975 года.
Тарксон был профессором в младшей семинарии Святой Терезы с 1975 года по 1976 год, откуда он поступил в Папский библейский институт в Риме, получив лиценциат по Священному Писанию в 1980 году. Он возвратился в семинарию Святой Терезы в течение года, и стал вице-ректором в Семинарии Святого Петра в 1981 году. Он также вел пасторскую работу в приходе, соединенном с семинарией. В 1987 году, он возвратился в Папский Библейский Институт, чтобы получить докторантуру в Священном Писании (1992 год).

## Епископская карьера
6 октября 1992 года, Тарксон был назначен архиепископом Кейп-Коста папой римским Иоанном Павлом II. Он получил свою епископскую ординацию 27 марта 1993 года. Ординацию, в соборе Святого Франциска Сальского провёл его архиепископ Аккры Доминик Кодво Андоха, которому сослужили архиепископ Тамале Питером Пореку Дери и епископ Кумаси Питер Кваси Сарпонг. Он служил председателем конференции католических епископов Ганы с 1997 года по 2005 год, и канцлером Католического Университета-Колледжа Ганы с 2003 года.
Иоанн Павел II возвёл его в кардиналы-священники с титулом церкви Святого Либорио на консистории от 21 октября 2003 года. Тарксон первый ганский кардинал, и был одним из кардиналов-выборщиков, которые участвовали в Папском Конклаве 2005 года, который избрал папу римского Бенедикта XVI. Он был описан как «один из наиболее энергичных лидеров церкви Африки», британским католическим журналом.
В пределах Римской Курии, он служит членом Конгрегации Евангелизации Народов, Конгрегации Богослужения и Дисциплины Таинств, Папского Совета по Содействию Христианскому Единству, Папского Совета Справедливости и Мира и Папской Комиссии по Культурному Наследию Церкви. Совершенный полиглот, Тарксон способен говорить по-английски, на фанти, по-французски, по-итальянски, по-немецки, и на иврите, в дополнение понимает латинский и греческий.

## Взгляды

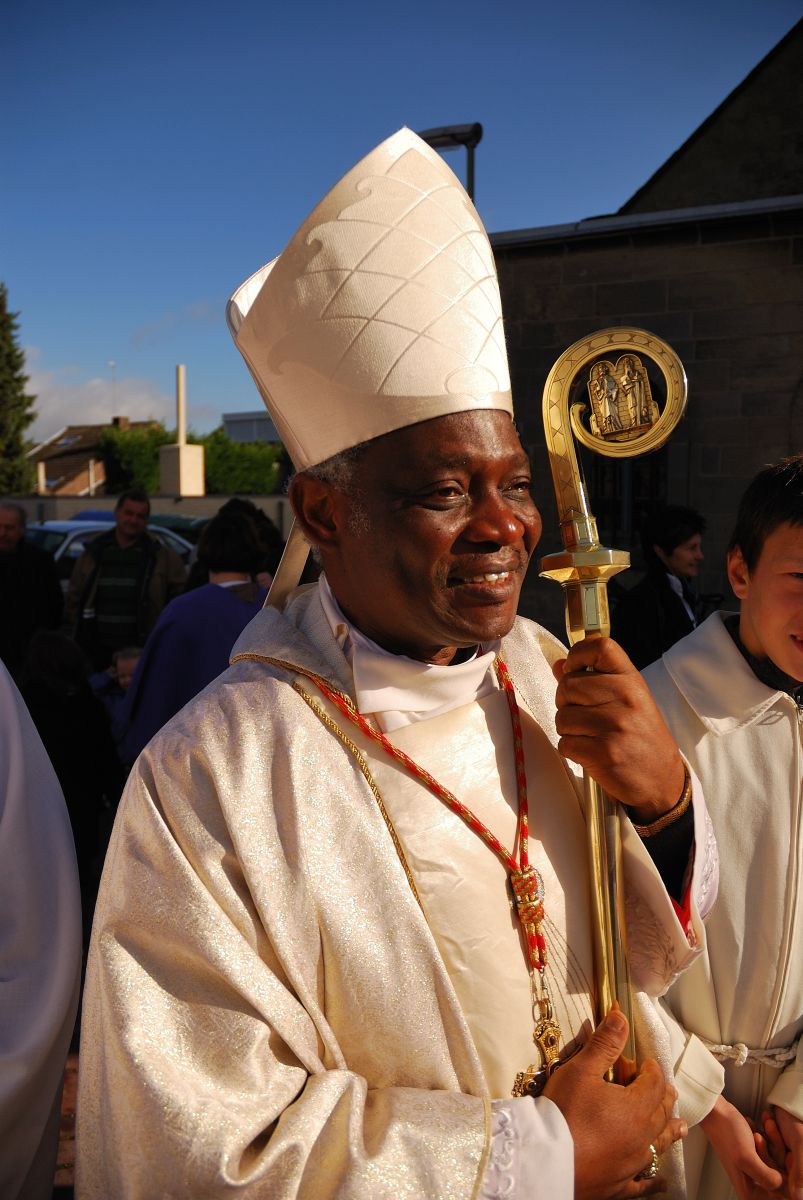
Кардинал Тарксон в 2010 году.

### Африканский папа
Кардинал Тарксон сказал, что «если Бог пожелал бы видеть чернокожего папой римским, благодарение Богу».

### ВИЧ/СПИДи презервативы
В 2009 году, он защищал комментарии папы римского Бенедикта XVI, что презервативы не были решением африканского кризиса СПИДа и были вырваны из контекста средствами массовой информации. Он также упорно утверждал, что в Африке презервативы продаются плохого качества, что ухудшает ситуацию.

### Взгляды на современную экономическую систему
Кардинал Тарксон является критиком существующей экономической и финансовой системы. В качестве ответа на начавшийся в 2008 году мировой финансово-экономический кризис он, совместно с епископом Марио Тозо, призвал к радикальному реформированию международных финансовых институтов. Их идеи были изложены в октябре 2011 года в 40-страничном документе. В нём они выступают с критикой Международного валютного фонда, Всемирного банка, а также с осуждением «идолопоклонничества рынку» и «неолиберального мышления». Они считают, что «эгоизм, коллективную жадность и накопление товаров», вскрытые кризисом, можно побороть новой «этикой солидарности» между богатыми и бедными странами. Соответственно, предлагается создание «глобального органа» и «мирового центрального банка», которые бы управлялись сообща всем мировым сообществом, реально учитывали интересы народов развивающихся стран и взимали налог Тобина с международных финансовых трансакций. Тарксон высказывался и в поддержку движения «Occupy Wall Street»: «Имеют ли люди право сказать: „Ведите бизнес по-другому, поскольку он не ведёт к нашему благосостоянию“? Могут ли они спросить это у людей с Уолл-стрит? Я думаю, что люди могут и должны так делать».

### Взгляды на гомосексуализм
В 2012 году, в ответ на речь Генерального Секретаря ООН Пан Ги Муна, призывающего лидеров церкви прикладывать больше усилий для защиты прав человека и, в особенности, прав геев в Африке, Тарксон, признавая что некоторые санкции, накладываемые на гомосексуалистов являются «преувеличенными», заявил, что «интенсивность реакции, вероятно, соизмерима с традицией.» «Так же, как есть смысл призыва за права человека, существует также призыв за уважение культуры каждого народа», сказал он. Он также призвал делать различия между правами человека и вопросами нравственности.

## На работе в Римской Курии
24 октября 2009 года кардинал Тарксон был назначен папой римским Бенедиктом XVI председателем Папского Совета справедливости и мира, заменяя уходящего в отставку кардинала Ренато Мартино, который достиг возраста отставки. Кардинал Тарксон будет работать с секретарём, Марио Тозо, который был назначен двумя днями раньше.

## Конклав 2013 года
Участник Конклава 2013 года.
На Конклаве 2013 года кардинал Тарксон вошёл в список основных папабилей. Хотя Тарксон и рассматривался как папабиль, но Конклав тем не менее избрал новым папой кардинала Хорхе Марио Бергольо.

## Конклав 2025 года
Участник Конклава 2025 года, где был избран папа Лев XIV.